# Post SV Telekom Mülheim
Der Post SV Telekom Mülheim – früher Post SV Mülheim – ist ein Sportverein aus Mülheim an der Ruhr. Die Tischtennis-Herrenmannschaft spielte in den 1980er und 1990er Jahren in der Tischtennis-Bundesliga. 2005 fusionierte die Tischtennisabteilung mit dem Verein TTC Union 69 Mülheim.

## Geschichte
Im Jahre 1976 übernahm Bernd Witthaus die Tischtennisabteilung des Post SV Mülheim, in welchem damals, neben Tischtennis, auch Fußball (einschließlich Frauen) gespielt wurde und Fitnessangebote gemacht wurden. Die 1. Mannschaft stieg ab 1977 von der Kreisliga bis in die 1. Bundesliga auf, aus der sie nach einem Jahr wieder abstieg. 1986/87, 1988 bis 1995 und 1996 bis 1998 spielte der Chinese Chan Kong Wah für den Verein, der sich auf Wunsch des Hauptsponsors Telekom in Post SV Telekom Mülheim umbenannte. 1988/89 gelang für 2 Jahre die Rückkehr in die 1. Bundesliga und nach der Saison 1991/92 erneut der Aufstieg. 
Aufgrund der Vermittlung von Chan Kong Wah konnte Chen Zhibin, einer der Top-Weltklassespieler jener Zeit aus China, verpflichtet werden. So wurde die Saison 1992/93 zur erfolgreichsten in der Vereinsgeschichte. Das Team um Chen Zhibin qualifizierte sich für die Play-off-Runde und erreichte, nach einem Halbfinalsieg gegen die SpVg Steinhagen, das Endspiel gegen den vielmaligen Deutschen Meister Borussia Düsseldorf, der mit den Spitzenspielern Jörg Roßkopf und Steffen Fetzner antrat. Nach einem 5:5-Unentschieden in Mülheim vor ca. 3000 Zuschauern und einer 3:6-Niederlage in Düsseldorf wurde Mülheim deutscher Vizemeister (Chen Zhibin, Hansi Fischer, Thomas Roßkopf und Christian Franzel). 1990, 1991 und 1994 gelangte das Team außerdem ins Halbfinale der Deutschen Pokalmeisterschaften. Hinzu kamen etliche Qualifikationen für den Europapokal.
Bis 1998 spielte Mülheim in der 1. Bundesliga. Als 1996 der Sponsor Telekom überraschend ausstieg und der Verein dadurch finanziell stark geschwächt wurde, reichte es nur noch zu hinteren Platzierungen. 1997/98 wurde die Mannschaft Letzter. Daraufhin wurde sie aus der 1. Bundesliga in die Verbandsliga zurückgezogen.
Der Verein erreichte zudem Erfolge im Jugend- und Seniorenbereich. Bei den Seniorensport setzen einige Spieler, die jahrelang den Weg zur Bundesliga geebnet hatten, ihren sportlichen Karriereweg fort. Sie gewannen als Mannschaft etliche Deutsche und Westdeutsche Meisterschaften und durch Ernst Bison und Bernd Witthaus zwei Europameisterschaften für Einzelspieler.
2006 fusionierte die Tischtennisabteilung dann mit dem  TTC Union 69 Mülheim.

## Stationen
| Saison  | Klasse | Platz | |
| ------- | ------ | ----- | --- |
| 1984/85 | 2. BL  | 1.    | Park Lee Hee, Josef Dvoracek, Rainer Blüm, Joachim Mosch, Volker Guthoff, Günter Fölting, Wolfgang Ekers + (Coach)                                                             |
| 1985/86 | 2. BL  | 3.    | Scheitern in den Aufstiegsspielen |
| 1986/87 | 2. BL  | 1.    | Chan Kong Wah, Richard Fritz, Joachim Mosch, Rainer Blüm, Günter Fölting, Frank Fürste, Ulf Jungblut                                                                           |
| 1987/88 | 1. BL  | 10.   | Sum Man, Josef Dvoracek, Kurt Stadie, Carsten Matthias, Günter Fölting, Rainer Blüm, Joachim Mosch, Christoan Merlin, Christian Belger, Frank Backhaus, Reinhard Rothe (Coach) |
| 1988/89 | 2. BL  | 1.    | Chan Kong Wah, Josef Dvořáček, Carsten Matthias, Joachim Mosch, Kurt Stadie, Frank Bachhaus, Günter Fölting, Rainer Blüm                                                       |
| 1989/90 | 1. BL  | 7.    | Chan Kong Wah, Hans-Joachim Nolten, Rüdiger Klein, Berthold Pilsl, Carsten Matthias, Joachim Mosch, Reinhard Rothe(Coach), Jörg Löbe                                           |
| 1990/91 | 1. BL  | 10.   | |
| 1991/92 | 2. BL  | 1.    | Qiu Janxin, Chan Kong Wah, Carsten Matthias, Thomas Roßkopf, Joachim Mosch, Stefan Lieck, Frank Heggenberger (Coach)                                                           |
| 1992/93 | 1. BL  | 3.    | Chen Zhibin, Hans-Jürgen Fischer, Chan Kong Wah, Thomas Roßkopf, Christian Franzel, Joachim Mosch, Frank Heggenberger (Coach)                                                  |
| 1993/94 | 1. BL  | 7.    | Chen Zhibin, Hans-Jürgen Fischer, Chan Kong Wah, Thomas Roßkopf, Christian Franzel, Joachim Mosch, Frank Heggenberger (Coach)                                                  |
| 1994/95 | 1. BL  | 6.    | Chen Zhibin, Carl Prean, Hans-Jürgen Fischer, Chan Kong Wah, Thomas Roßkopf, Frank Heggenberger (Coach), Ludwig Benner (Mannschaftsbetreuer)                                   |
| 1995/96 | 1. BL  | 4.    | Chen Zhibin, Hans-Jürgen Fischer, Thomas Roßkopf, Adel Massaad, Henning Waldeck, Frank Heggenberger (Coach), Ludwig Benner                                                     |
| 1996/97 | 1. BL  | 8.    | Petr Korbel, Chan Kong Wah, Andreas Fejer-Konnerth, Christian Franzel, Joachim Mosch, Henning Waldeck, Frank Heggenberger (Coach)                                              |
| 1997/98 | 1. BL  | 9.    | Chen Zhibin, Chan Kong Wah, Maxim Schmyrjow, Christian Franzel, Michael Höhl, Achim Mosch, Henning Waldeck, Frank Heggenberger (Coach)                                         |